# Borsai Mária
Borsai Mária (Bánffyhunyad, 1906. június 6. – Montréal, Kanada, 1990.) magyar meseíró.

## Életútja
Első meséit a Cimbora közölte. Varázskorona című mesegyűjteménye (Kolozsvár, 1927) kislányoknak szólt "egy gyermekszobáról". Benedek Elek "jó gyermekkönyv"-nek nevezte az előszóban; Tóth István színes címlapja és nyolc tollrajza emeli a kötet becsét. Az írónő 1959-ben kivándorolt Kanadába.